# Erotic Museum

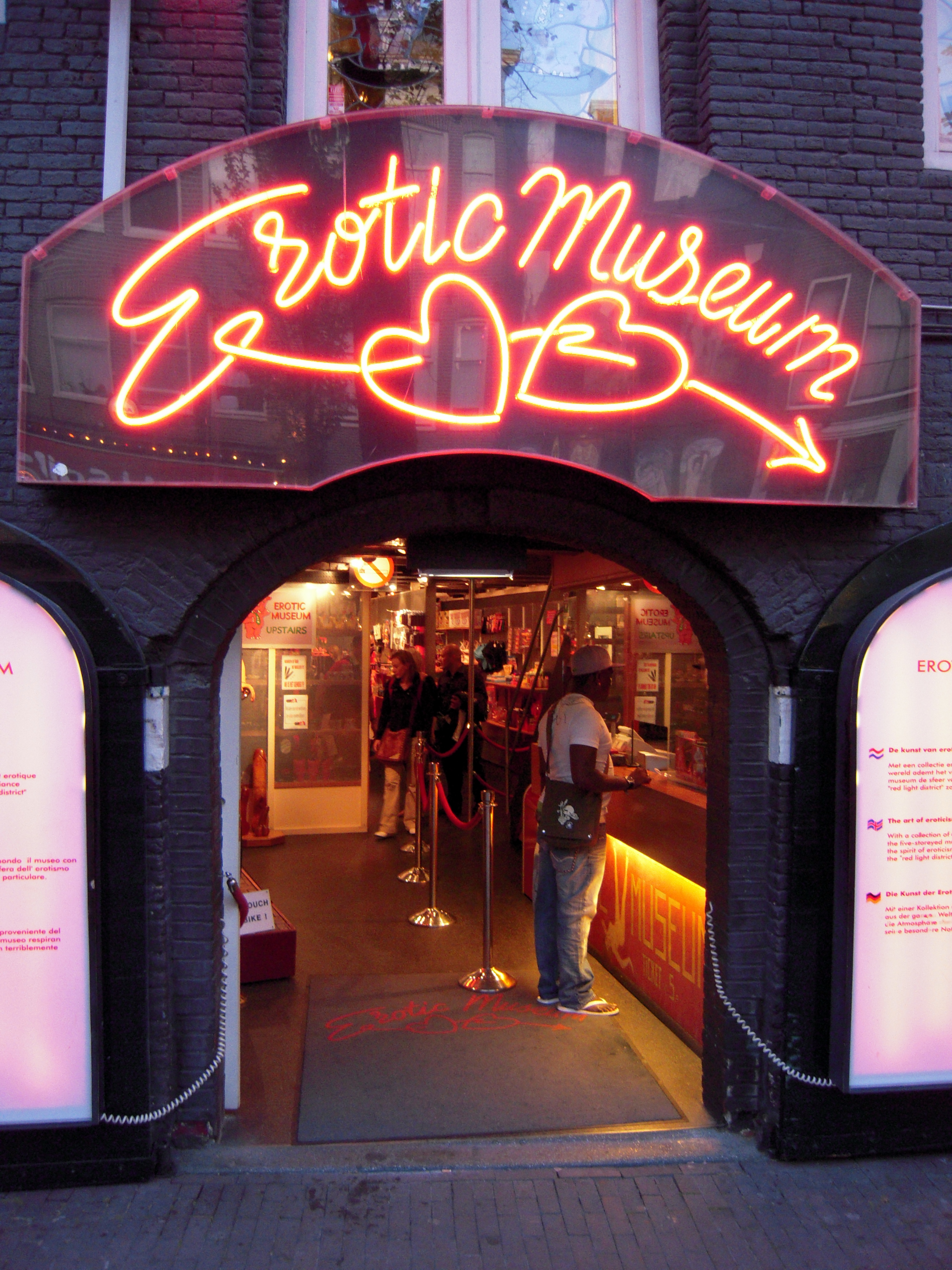
Erotic Museum in Amsterdam

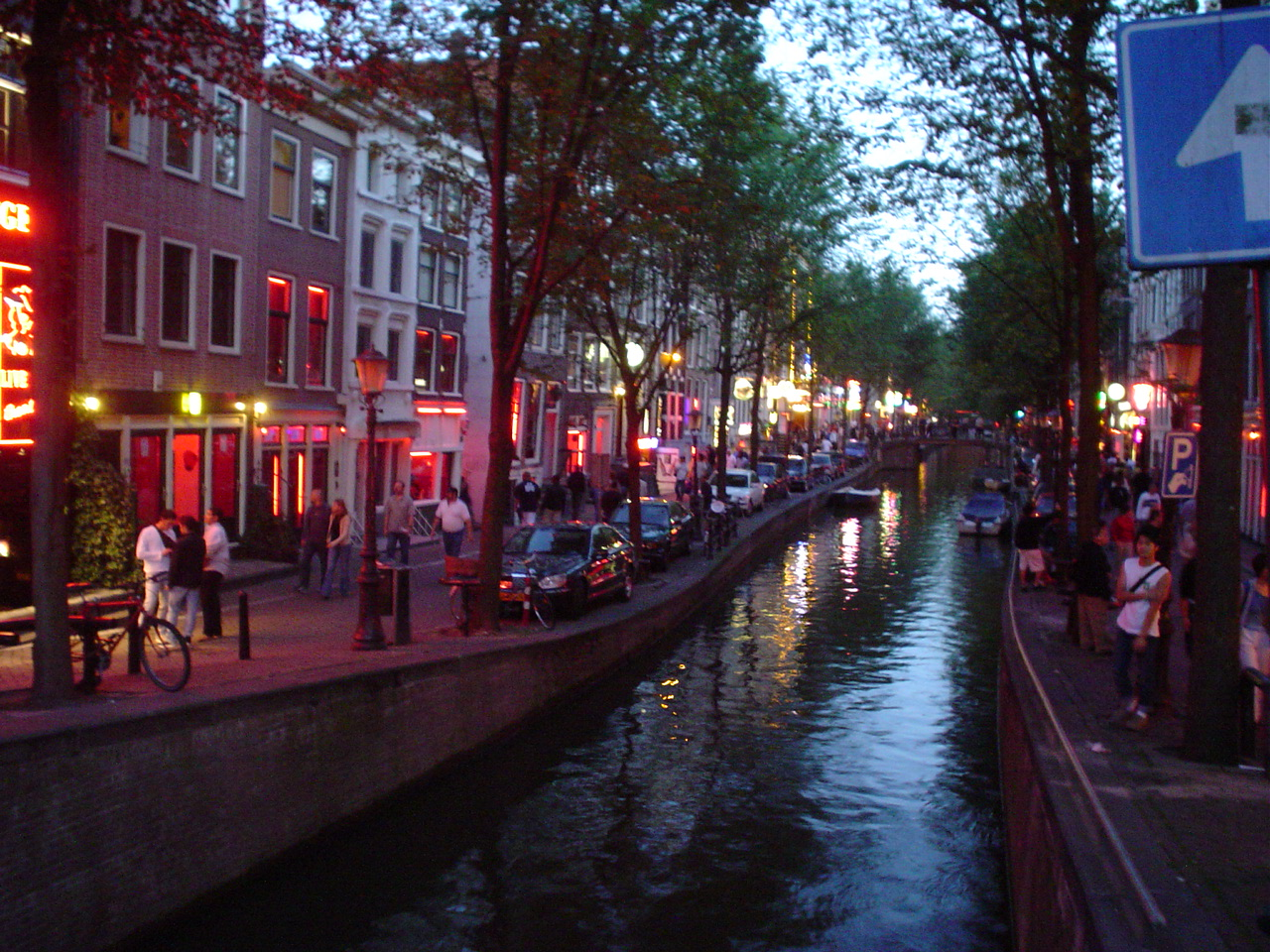
Rotlichtbezirk in Amsterdam: Oudezijds Achterburgwal

Das Erotic Museum (auch: Erotik Museum, Erotisch Museum) ist ein Erotikmuseum in Amsterdam-Centrum. Auf vier Stockwerken mit Filmen, Objekten, Abbildungen, Büchern und erotischen Ansichtskarten aus aller Welt will es einen Einblick „in die Kunst der Verführung“ bieten. Das Museum liegt im Rotlichtviertel in der Innenstadt von Amsterdam, auch De Wallen genannt.

## Geschichte
Das Museum wurde in den 1980er Jahren geöffnet und gehört seit 1996 zur Janot Entertainment Group (JEG), einer Organisation von Vergnügungsbetrieben auf dem Gebiet von erotischem Entertainment. Erotik, so die JEG, ist „so alt wie die Menschheit und kann überall auf der Welt wiedergefunden werden“.
Das Museum befindet sich in einem denkmalgeschützten (Rijksmonument) früheren Lagerhaus (gebaut 1685). Oben an der Fassade ist eine alte Steinplatte zu sehen mit dem Satz: Gott ist meine Burg. Im zweiten Stockwerk sind Malereien an den Wänden angebracht von Schneewittchen und den sieben Zwergen, die in einem Disney-Freizeitpark nicht gezeigt werden können, so die Informationsseite von „amsterdam.info“. Außerdem ein Automat mit den ungewöhnlichsten Kondomen. Hier können, auch von der Fassade, Fotos gemacht werden, was in den Straßen vom Rotlichtviertel allgemein nicht gestattet ist.
Auf vier Stockwerken werden die verschiedenen Ausstellungen vorgeführt. Im Erdgeschoss und dem ersten Stockwerk sind Figuren aus Porzellan, Ton sowie Zeichnungen, unter anderem von John Lennon und Jan Cremer, Malereien und Lithografien zu sehen. Im zweiten Stockwerk sind erotische Ansichtskarten, Fotos und Bücher ausgestellt. Darüber hinaus gibt es einen Kaboutertuin (so viel wie „Heinzelmännchen-“ oder „Kobold-Garten“) mit pornografischen Zeichentrickfilmen. Einen Eindruck des Amsterdamer Rotlichtviertel im dritten Stockwerk, auch kinky genannt, zeigt SM-Artikel.
Das Erotic Museum in der Straße Oudezijds Achterburgwal Nr. 54, ist nicht zu verwechseln mit dem in der Nähe gelegenen Sex Museum (Damrak 18).

## Trivia
Interessierte können im Museum ein Junggesellen-Fest organisieren.